# Bugzy Malone
Аарон Дэвис, более известный под сценическим псевдонимом Bugzy Malone — английский грайм-исполнитель и актер из Манчестера, Англия. Дэвис часто называется в ряду ведущих грайм-музыкантов, способствующим уходу «уличной музыки» от коммерческой ориентированности. Также он является первым грайм-исполнителем из Манчестера, добившимся коммерческого успеха в Великобритании.
Мини-альбомы Дэвиса регулярно попадали в топ-10 хит-парада Великобритании. Так, его последний EP, King of the North, выпущенный 14 июля 2017 года, занял 4-ю позицию в чарте. 17 августа 2018 года Дэвис выпустил свой первый студийный альбом, B. Inspired.

## Дискография

### Студийные альбомы
| Название    | Описание                                                      |
| ----------- | ------------------------------------------------------------- |
| B. Inspired | - Выпущен: 17 августа 2018 - Формат: CD, цифровая дистрибуция |

### Мини-альбомы
| Название                                  | Описание                                                    | Высшая позиция | Высшая позиция | Сертификация      |
| Название                                  | Описание                                                    | UK             | UK R&B         | Сертификация      |
| ----------------------------------------- | ----------------------------------------------------------- | -------------- | -------------- | ----------------- |
| Walk with Me                              | - Выпущен: 24 июля 2015 - Формат: CD, цифровая дистрибуция  | 8              | 2              |                   |
| Facing Time                               | - Выпущен: 3 июня 2016 - Формат: CD, цифровая дистрибуция   | 6              | —              |                   |
| King of the North                         | - Выпущен: 14 July 2017 - Выпущен: CD, цифровая дистрибуция | 4              | —              | - BPI: Серебряный |
| "—" означает, что альбом не попал в чарт. |                                                             |                |                |                   |

### Микстейпы
| Название                      | Описание                                               |
| ----------------------------- | ------------------------------------------------------ |
| SwaggaMan                     | - Выпущен: 2010 - Формат: цифровая дистрибуция         |
| Why So Serious                | - Выпущен: 2011 - Формат: цифровая дистрибуция         |
| Lost in MeanWhile City        | - Выпущен: 2012 - Формат: цифровая дистрибуция         |
| The Journal of an Evil Genius | - Выпущен: 2014 - Формат: цифровая дистрибуция         |
| Stereotyped                   | - Выпущен: January 2015 - Формат: цифровая дистрибуция |

### Синглы
| Название                                 | Год  | Высшая позиция | Сертификация      | Альбом            |
| Название                                 | Год  | UK             | Сертификация      | Альбом            |
| ---------------------------------------- | ---- | -------------- | ----------------- | ----------------- |
| «Relegation Riddim»                      | 2015 | —              |                   | Сингл вне альбома |
| «Zombie Riddim»                          | 2015 | —              |                   | Сингл вне альбома |
| «WasteMan»                               | 2015 | —              |                   | Сингл вне альбома |
| «Bronson»                                | 2016 | —              |                   | Сингл вне альбома |
| «Beauty and the Beast»                   | 2016 | —              | - BPI: Серебряный | Facing Time       |
| «Mad»                                    | 2016 | —              |                   | Сингл вне альбома |
| «Aggy Wid It»                            | 2017 | —              |                   | King of the North |
| «And What»                               | 2018 | —              |                   | Сингл вне альбома |
| «Clash of the Titans»                    | 2018 | —              |                   | Сингл вне альбома |
| «Warning»                                | 2018 | 97             |                   | B. Inspired       |
| "—" означает, что релиз не попал в чарт. |      |                |                   |                   |